# Regno di Pattani
Il Regno di Pattani (in thailandese อาณาจักรปัตตานี, Anachak Pattani ; in malese Kerajaan Pattani; in jawi: كراجاءن ڤتاني), detto anche Sultanato di Pattani, fu lo Stato della regione storica di Patani, situata nella zona a cavallo tra i territori delle odierne Thailandia del Sud e Malaysia del Nord. Fin dalla sua fondazione fu governato da raja islamici di etnia malese ma vassallo dei siamesi del Regno buddhista di Ayutthaya, l'odierna Thailandia.
Il regno prosperò grazie al suo porto, uno dei più importanti del Sudest asiatico. Dopo diversi tentativi di rendersi indipendente fu annesso dal Siam a inizio Novecento, ma la difficoltà a integrarsi nel nuovo Stato, dettata da motivi economici, razziali e religiosi, portò i suoi abitanti alle grandi manifestazioni di protesta che sfociarono nell'insurrezione nella Thailandia del Sud all'inizio del XXI secolo.

## Storia

### Premesse

#### Il porto di Pattani
Grazie alla sua ottima posizione geografica che lo pone al riparo dai monsoni, il porto di Pattani ebbe grande importanza fin dall'antichità. Oltre alle navi che vi transitavano, fu anche il punto di partenza e arrivo per le navi che trasportavano merci da e per la Cina senza circumnavigare la penisola malese. Queste merci, destinate ai mercati cinesi, indiani ecc., attraversavano la penisola via fiume e via terra lungo l'asse est-ovest tra Pattani e i porti di Kedah e Perak. Il terreno attorno al porto garantiva auto-sufficienza per la coltivazione del riso e l'insediamento fu quindi prosperoso. Nella zona vi fu anche la produzione di un pregiato agarwood, che fu tra le più importanti delle sue esportazioni.

#### Langkasuka
Si è ipotizzato che Pattani possa essere identificata con il regno di Langkasuka, fondato attorno al II secolo d.C., che assunse importanza nel VI secolo con l'invio delle sue prime missioni diplomatiche e commerciali alla corte dell'imperatore cinese. Nel VII secolo vi fu la diffusione del buddhismo nella regione e tra l'VIII e il IX secolo Langkasuka cadde sotto l'influenza dell'Impero talassocratico di Srivijaya, che dominava lo stretto di Malacca ed ebbe la sua massima espansione in quel periodo. Il declino di Srivijaya ebbe inizio nell'XI secolo quando subì l'invasione dei Chola dall'India, che presero di mira anche tutti i tributari di Srivijaya, tra cui la stessa Langkasuka.
I due secoli successivi videro diversi Stati esercitare la propria influenza sulla zona, tra cui la stessa Srivijaya, l'Impero Khmer, i Mon di Dvaravati, i regni di Giava ecc. Nel XIII secolo Langkasuka entrò nella sfera di influenza di Tambralinga, l'odierna Nakhon Si Thammarat, che poco dopo a sua volta divenne tributaria degli emergenti regni siamesi, prima di Sukhothai e nel XIV secolo del regno di Ayutthaya. Malgrado Langkasuka fosse ancora esistente, negli annali di Ayutthaya al suo posto è menzionata Pattani (o Tani). I siamesi posero tutti i piccoli Stati della zona sotto la giurisdizione di Nakhon Si Thammarat.

### Fondazione e conversione all'islam
Sulla data di fondazione di Pattani e del regno non vi sono fonti precise, e gli storici sembrano concordare che avvenne tra la metà del XIV secolo e la metà del XV, in un periodo in cui vi fu l'avvento dell'islam e in cui aumentarono gli scambi commerciali e l'influenza di Ayutthaya. I naviganti cinesi continuarono a chiamare la zona con l'antico nome di Langkasuka fino all'inizio del XV secolo. Sulle origini dello Stato si è accesa una controversia tra i thai e malesi musulmani. Secondo i thai, nell'entroterra vicino al porto si sviluppò la città di Kota Mahligai, e il figlio del sovrano di questa città fondò Pattani. Secondo gli annali di Kedah la prima sovrana fu una donna, la cui famiglia era legata ai regni di Kedah, Perak e di Lan Xang, l'odierno Laos. La nuova città di Pattani fu comunque una delle culle dell'islam del Sudest asiatico, e si ritiene che il suo sovrano si fosse convertito verso la fine del XIV secolo. La tradizione locale sostiene che in data imprecisata furono i commercianti musulmani del regno Pasai di Sumatra, presenti in città per i loro affari, a convertirne il sovrano.

### Crescita economica e prime ribellioni contro i siamesi
Dopo la conversione all'Islam, Pattani rimase comunque tributaria di Ayutthaya, sotto la giurisdizione di Nakhon Si Thammarat. In quel periodo il porto di Pattani divenne sempre più importante nei traffici con la Cina, e divenne uno dei più importanti del Sudest asiatico dopo la conquista portoghese di Malacca nel 1511. La prima ribellione contro il potere centrale si ebbe nel 1564, quando militari di Pattani occuparono per un breve periodo il palazzo reale di Ayutthaya, approfittando del caos che regnava in città dopo l'assedio subito e la sottomissione ai birmani di re Bayinnaung.
Con l'espansione degli interessi degli europei in Oriente nel XVII secolo, Pattani raggiunse il suo massimo splendore con gli scambi commerciali con portoghesi, britannici, francesi e olandesi, malgrado il pericolo rappresentato dalle loro ambizioni imperialistiche. Nel 1616 ci fu il primo vano tentativo siamese di conquistare Pattani e pochi anni dopo Ratu Biru, la regina blu di Pattani, strinse un'alleanza con Kelantan che sarebbe durata fino al 1750. Nel 1630, con l'aiuto dei portoghesi, Pattani attaccò Nakhon Si Thammarat, Songkhla e Phatthalung. L'attacco fu respinto e nel 1634 Ayutthaya inviò un esercito di 30 000 uomini appoggiati dagli olandesi per punire Pattani, che a sua volta respinse l'attacco grazie anche all'apporto di uomini e navi ricevuto dagli alleati malesi. Nel 1636 fu scongiurato un nuovo attacco di Ayutthaya e la regina di Pattani concluse un accordo di pace con i siamesi.
Alla metà del XVII secolo, la casa reale si imparentò con quella di Kelantan e l'economia di Pattani iniziò a declinare. In questo periodo iniziò comunque a formarsi un gruppo di intellettuali sunniti che rinverdì la letteratura e il pensiero locali, rafforzando inoltre i legami con l'islam del Medio Oriente in funzione anti-siamese. Il primo raja della dinastia di Kelantan, Sakti I, espanse lo Stato a nord conquistando Phatthalung, roccaforte siamese da lungo tempo. Nel periodo in cui si affermarono i sunniti a Pattani, ad Ayutthaya si consolidò il potere degli sciiti iraniani, che giunsero ad avere cariche di vertice a corte. La situazione di tensione tra Pattani e il Siam si normalizzò con l'ascesa al trono di Ayutthaya nel 1656 di re Narai, che usurpò il potere con l'aiuto anche della stessa Pattani. Una nuova ribellione di Pattani contro Ayutthaya si ebbe nel 1712 e provocò l'intervento dell'esercito siamese. Circolarono voci del possibile invio di un governatore siamese in città, ma la regina di Pattani tornò a inviare tributi e la situazione si normalizzò.

### Aumento della tensione tra Pattani e la nuova capitale siamese Bangkok

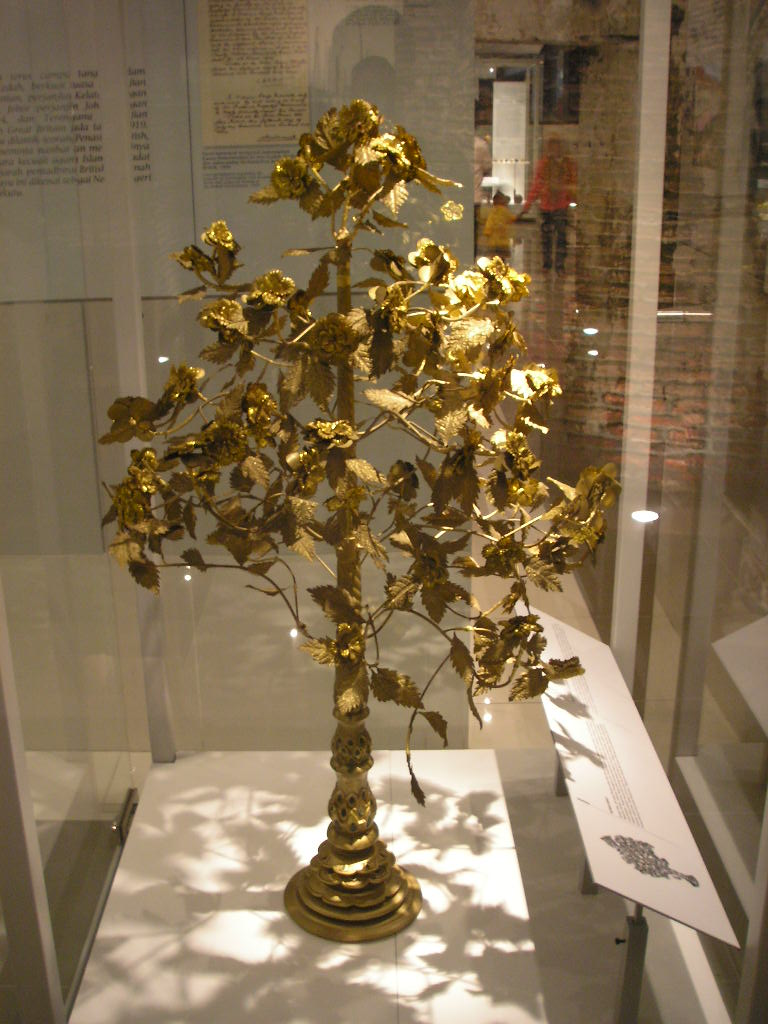
Il bunga mas dan perak (fiori d'oro e d'argento), tributo che Pattani e altri sultanati malesi vassalli inviavano ogni tre anni al re del Siam.

Nel 1767, Ayutthaya fu rasa al suolo dagli invasori birmani e fu la fine del regno. I siamesi si riorganizzarono nel nuovo Regno di Thonburi sotto la guida di re Taksin. Dopo un periodo di indipendenza, Pattani tornò ad essere vassallo del Siam. Nel 1782, Il generale Phraya Chakri di Thonburi prese il potere, divenne re con il nome postumo Rama I, fondò il Regno di Rattanakosin e la nuova capitale Bangkok. Nel 1785 chiese al raja di Pattani di tornare a inviare tributi, ma questi si rifiutò e l'anno dopo l'esercito di Bangkok inflisse a Pattani la più grande sconfitta della sua storia. Rama I dispose l'abolizione della dinastia del sultano e pose a capo di Pattani il raja malese Tengku Lamiddin.
Anche questo raja si ribellò e occupò Songkhla nel 1791; le truppe siamesi soffocarono la rivolta, Tengku Lamiddin e diversi abitanti furono deportati a Bangkok, 300 civili e diversi militari siamesi vennero trasferiti a Pattani, dove fu nominato nuovo raja Datu Pengkalan. Gli fu affiancato un supervisore siamese, con il quale sarebbe entrato spesso in conflitto politico. Nel 1809, Datu Pengkalan espulse i siamesi causando un nuovo intervento militare di Bangkok, la rivolta fu soffocata, vi furono nuove deportazioni e venne nominato governatore Palat Chana di Songkhla, il primo siamese a guidare Pattani.
Le tensioni che ne risultarono portarono re Rama II ad adottare la politica del divide et impera, decretando nel 1817 lo smembramento del sultanato in sette piccoli Stati guidati da sei raja malesi e un governatore siamese nominati da Bangkok, ponendoli sotto la giurisdizione di Songkhla. Fu in questo periodo che il colonialismo britannico entrò in contatto con gli interessi siamesi nella regione e nel 1826 re Rama III autorizzò la firma del trattato Burney con i rappresentanti britannici, che riconosceva l'egemonia siamese sui sultanati di Kedah, Kelantan, Terengganu e Pattani e quella britannica su altre zone della penisola malese. Le nuove violente rivolte che scoppiarono nella zona a partire dal 1831 furono controllate a fatica dai siamesi entro il 1840 e portarono alla concessione dei governatorati a sultani locali anziché a inviati siamesi.

### Annessione al Siam
Con la riforma che fece del Siam uno Stato centralizzato introdotta durante il regno di Rama V, nel 1901 i sultanati del sud furono posti sotto la giurisdizione del monthon di Nakhon Si Thammarat. Il sistema di tributi con cui i regni vassalli erano legati alla capitale Bangkok fu sostituito con un normale regime di tassazione. I governatori locali, esautorati con l'arrivo di funzionari governativi, vistisi privare dell'autonomia e della riscossione delle tasse diedero vita a ribellioni ma la maggior parte di essi fu costretta ad accettare il nuovo sistema in parte con l'uso della forza e in parte con il riconoscimento di una pensione annua e altri privilegi. Nel 1902, re Rama V impose che i governatori e i sovrani dei territori tributari non potessero più emanare leggi senza il suo permesso. I leader religiosi musulmani protestarono sostenendo che ciò era contrario ai princìpi dell'islam stabiliti dalla shari'a, secondo cui le leggi devono essere fatte dal capo religioso. Fu così concessa loro la libertà di decidere per quanto riguardava faccende familiari e di eredità e il governo dispose inoltre la nomina di un ulama per ogni tribunale locale.
L'area della Grande Patani fu inoltre nuovamente divisa in 7 province. Un altro provvedimento del 1902 che scatenò la rabbia a Pattani fu la nuova legge per l'istruzione. I bambini locali erano abituati a studiare quasi esclusivamente il Corano nelle moschee, a parlare il malese e a scrivere nell'alfabeto jawi di tipo arabo. Fu invece disposto che parlassero e scrivessero thai, che studiassero argomenti secolari e il buddhismo, provocando il rifiuto dei genitori di mandare a scuola i figli. Questo insieme di provvedimenti incrinò definitivamente i rapporti tra i thai buddhisti e i malesi musulmani della zona.
Il sultano di Pattani Tengku Abdul Kadir Kamaruddin rifiutò queste condizioni e fu imprigionato per oltre due anni per aver continuato a ribellarsi. Tornò in libertà con la promessa di rinunciare alle rivendicazioni, e nel 1915 si sarebbe rifugiato invece nel Kelantan, dove sia lui che i suoi discendenti continuarono a ribellarsi alle leggi del Siam. Nel 1906 vi fu l'istituzione del monthon di Pattani, che decretò l'annessione del regno con la fine del potere del raja e il trasferimento di tutti i poteri agli inviati della corte di Bangkok. La sovranità del Siam sui territori di Pattani fu sancita dal trattato anglo-siamese del 1909, che stabilì l'attuale frontiera tra la Thailandia e la Malesia. I siamesi ottennero anche Satun, che faceva parte di Kedah, e in cambio riconobbero ai britannici la sovranità su Kelantan, Terengganu, Perlis, l'altra parte di Kedah e le isole adiacenti.

### Eventi successivi
Le politiche ultra-nazionalistiche di Rama VI, figlio e successore di Rama V, accentuarono molti degli aspetti anti-malesi introdotti dal padre e provocarono la rivolta del 1922, a cui partecipò anche l'esule ex-raja Abdul Kadir Kamaruddin, ed ebbe come aperto obiettivo l'indipendenza. Il governo recepì il pericolo e nel 1923 allentò gli obblighi relativi a istruzione, amministrazione ecc. creando a Pattani un'illusione di democrazia e un periodo di pace. La rivoluzione siamese del 1932 impose alla dinastia Chakri la concessione della monarchia costituzionale, che vide il potere dei sovrani ridursi allo svolgimento di formalità amministrative e cerimoniali. Il sistema dei monthon fu smantellato ed entrarono in vigore le province; i territori degli ex-sultanati furono suddivisi nelle province di Pattani, Yala e Narathiwat. Il periodo iniziale di democrazia con le elezioni che videro i rappresentanti votati a Pattani sedere in Parlamento lasciò spazio a ulteriori illusioni che ebbero fine con le dittature militari e un irrigidimento delle imposizioni burocratiche.
La politica nazionalista adottata a partire dagli anni trenta dal dittatore thailandese Plaek Pibulsonggram tentò di imporre nella zona la lingua thai a discapito del malese, furono chiuse scuole e tribunali locali, si cercò inoltre di imporre agli abitanti il tipico abbigliamento thai. Fu di quegli anni la nascita di un vero e proprio movimento separatista e l'arresto nel 1948 del ribelle leader religioso Haji Sulong portò a una rivolta nelle tre province in cui persero la vita centinaia di persone in 6 mesi. Gli insegnanti presero parte alla resistenza fondando scuole in cui si insegnava la lingua locale e i precetti musulmani. Il figlio di Haji Sulong fu eletto in Parlamento dove difese i diritti della sua gente. Le politiche di Pibulsonggram contribuirono alla formazione nella regione di oltre 20 gruppi separatisti che furono attivi dal 1940.
Dopo alcuni anni di relativa calma, vi furono gravi episodi di terrorismo in Thailandia del Sud nel 2001. La situazione peggiorò negli anni successivi e fu dura anche la risposta delle forze di sicurezza thailandesi, che in diverse occasioni calpestarono i diritti umani della popolazione provocando grosse manifestazioni di protesta; dal gennaio all'ottobre del 2004 vi furono oltre 500 vittime nella regione collegate alla ribellione malay. Il premier Thaksin Shinawatra emanò una legge marziale nel luglio del 2005. Tra i provvedimenti governativi vi fu anche la chiusura di scuole, nel timore di azioni terroristiche. Negli anni successivi i colloqui di riconciliazione tra le parti in causa non hanno dato risultati tangibili e la situazione nelle tre province meridionali di Pattani, Yala e Narathiwat rimane critica.